# バーデ (小惑星)
バーデ (1501 Baade) は小惑星帯に位置する小惑星である。ドイツのハンブルクのベルゲドルフ天文台で、アルノ・ヴァハマンによって発見された。
ヴァハマンと同じドイツの天文学者で、星の種族を発見した事で知られるウォルター・バーデに因んで命名された。